# Ван Нат
Ван Нат (кхмер. វ៉ាន់ ណាត; 1946 — 5 сентября 2011) — камбоджийский художник, писатель и правозащитник. Один из семи выживших в тюрьме безопасности 21. Известен как автор работ, посвящённых преступлениям режима Красных Кхмеров и геноциду в Камбодже. Автор книги «Портрет камбоджийской тюрьмы: Год в тюрьме Красных Кхмеров S-21» (англ. A Cambodian Prison Portrait: One Year in the Khmer Rouge's S-21 Prison).

## Биография
Ван Нат родился в 1946 году в провинции Баттамбанг на северо-западе Камбоджи. Точная дата его рождения неизвестна, что характерно для большинства камбоджийских крестьян, не имевших свидетельств о рождении. Рос в бедной крестьянской семье вместе с двумя братьями и старшей сестрой. Его родители находились в разводе, а семья выживала только за счёт продажи лапши под названием «нуп-бантёп».
Семья Ван была настолько бедна, что Нат не мог получить достойного образования. Грамоте Нат учился в пагоде Ват-Сопи. Во время учёбы в пагоде увлёкся живописью:
Я увлёкся живописью, когда стал посещать пагоду и увидел там людей, писавших картины на стенах храма.
Но вместо того, чтобы заняться живописью Нат служил монахом с 17 лет по 21 год:
В каждой семье есть сын… и один из них должен уйти в монастырь — у кхмеров считается постыдным не иметь сына, служащего монахом.
После смерти своей сестры, Нат оставил службу и ушёл на заработки, чтобы прокормить семью. Он поступил в частную школу живописи в 1965 году.
Школа находилась далеко от моего дома, а я не мог позволить себе велосипед. Наша жизнь была тяжёлой, только моя мама работала для поддержки всей семьи, она становилась старше и старше, и платить за обучение в школе живописи приходилось мне.
Впоследствии администрация школы позволила Нату работать там вместо платы за обучение, а спустя два года Нат стал получать первую прибыль с продажи своих работ.

## Арест
Весной 1975 году к власти в Камбодже пришли Красные Кхмеры, установившие режим террора и устроившие геноцид. Все деятели культуры и искусства были объявлены «врагами народа» и подлежали немедленному уничтожению. Но Ван Нату удалось скрыть свою профессию.
7 января 1978 года, когда Ван Нат работал на рисовом поле с другими камбоджийцами в их родной провинции Баттамбанг, внезапно пришли Красные Кхмеры и забрали Ната в Кандаль-Ват — буддийский храм, используемый коммунистами как центр дознания. Через неделю Ната посадили в грузовик и доставили в Тюрьму безопасности 21 (S-21). Там его сфотографировали и измерили рост. Сделанная тогда фотокарточка в настоящее время хранится в Камбоджийском центре документации.
За всё время в тюрьме содержалось около 17 тысяч человек (по некоторым предположениям более 20 тысяч). Ван Нат оказался одним из семи выживших в S-21.

## Болезнь и смерть
После болезни, которая длилась несколько лет, 5 сентября 2011 года в возрасте 66 лет Ван Нат умер в коме, в которой он находился с конца августа, оставив после себя дочь Симен и множество картин.